# عيبان (بني مطر)

تعديل مصدري - تعديل

عيبان هي إحدى قرى عزلة شهاب الأعلى بمديرية بني مطر التابعة لمحافظة صنعاء، بلغ تعداد سكانها 158 نسمة حسب تعداد اليمن لعام 2004.